# Mihona
Mihona é uma cidade e uma nagar panchayat no distrito de Bhind, no estado indiano de Madhya Pradesh.

## Geografia
Mihona está localizada a 26° 17′ N, 78° 59′ L. Tem uma altitude média de 154 metros (505 pés).

## Demografia
Segundo o censo de 2001, Mihona tinha uma população de 14 799 habitantes. Os indivíduos do sexo masculino constituem 53% da população e os do sexo feminino 47%. Mihona tem uma taxa de literacia de 65%, superior à média nacional de 59,5%: a literacia no sexo masculino é de 74% e no sexo feminino é de 55%. Em Mihona, 15% da população está abaixo dos 6 anos de idade.